# 亨利希·曼
亨利希·曼（Luiz (Ludwig) Heinrich Mann，1871年3月27日—1950年5月11日），也译作海因里希·曼，重要的德国作家之一，托马斯·曼的哥哥。曼出生于德国吕贝克，逝世于加利福尼亚州圣莫尼卡。

## 生平

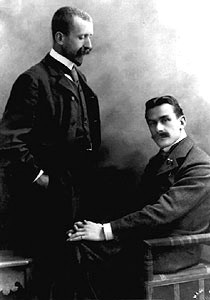
亨利希·曼与托马斯·曼

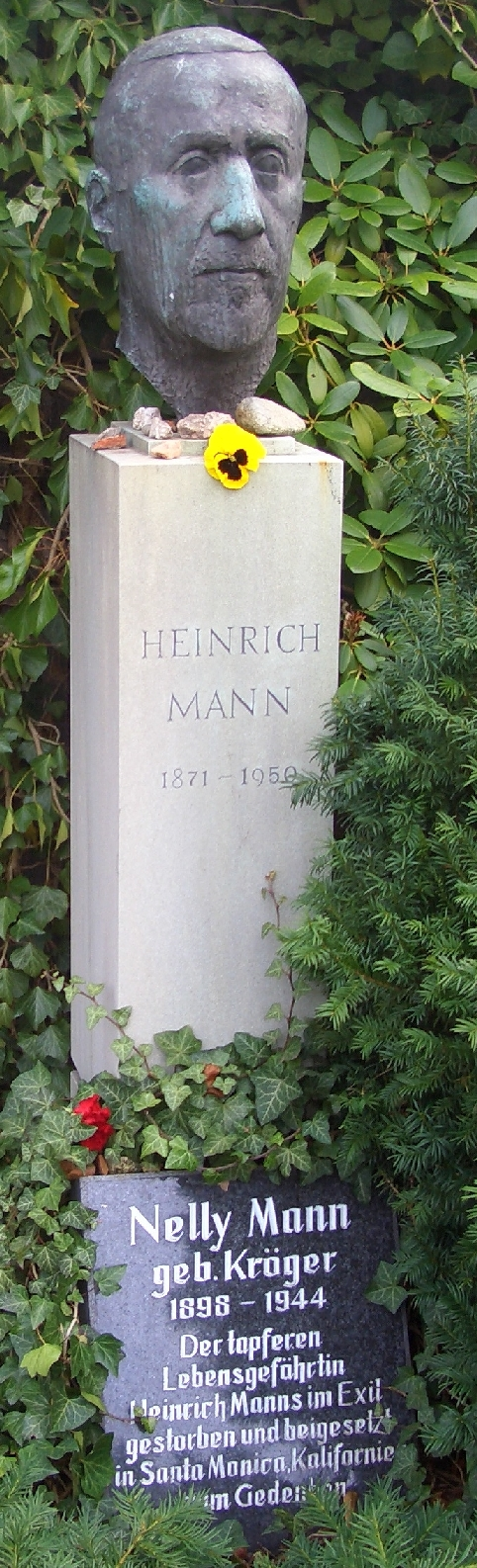
亨利希·曼的墓, Dorotheenstädtischer Friedhof,柏林.

在亨利希·曼出生之时，正是德法战争刚刚结束的时候。他在吕贝克长大，他的父亲从1877年开始是该市的经济与财政议员，直到1892年逝世。1884年，海因里希·曼在聖彼得堡旅行，接下来的一年有了第一部短篇小说，从1887年起开始写诗。在1889年从高级文理中学12年级停止了中学学习后，他开始在德累斯顿学习并从事书店行业的学徒，在1891到1892年，他在柏林的S.Fischer出版社进行了实习。1891年，刊物《社会》发表了他的第一篇评论文章。
海因里希·曼因为肺出血于1892年在一所疗养院中接受治疗，这一年中，他在《当代》上发表了一系列的评论文章。
1893年，亨利希·曼全家搬到了慕尼黑，在这里，他开始了更多的旅行。接下来的一年，有了他的小说《在一个家庭中》（In einer Familie）。1895年起，他在一家月刊作了编辑。1897年，有了作品《Das Wunderbare und andere Novellen》；1898年有了《一个罪行及其他故事》。从1899年到第一次世界大战爆发，他一直没有固定居所，但相对在意大利住得比较长一些。